# Leptoceratops
Leptoceratops ("malá rohatá tvář") byl menší ceratops (rohatý dinosaurus), žijící na území severozápadu Severní Ameriky (na území dnešní Kanady a USA) v období nejpozdnější křídy. Fosilie tohoto rodu jsou známé například ze sedimentů souvrství Dinosaur Park.

## Rozměry
Tento býložravý rohatý dinosaurus dosahoval délky asi 1,8 až 2,5 m, a byl to relativně štíhlý býložravec, představující jednoho z nejmladších žijících neptačích dinosaurů. Známý je z pozůstatků více jedinců, zřejmě šlo tedy o hojně se vyskytující zvíře. Žil před 66,8 až 66 milióny let na samotném konci křídového období. Jeho fosílie byly nalezeny na západě Severní Ameriky, v Asii (Mongolsko) a v Austrálii. Hmotnost tohoto menšího dinosaura činila zhruba 100, možná ale také kolem 420 kilogramů. Podle studie z roku 2020 činila tělesná hmotnost dospělého leptoceratopse asi 406 až 416 kilogramů.

## Popis
Navzdory pozdějšímu výskytu šlo o primitivní formu infrařádu Ceratopsia (rohatých dinosaurů). Vyznačoval se krátkou a vysokou lebkou vybavenou jen krátkým kostěným límcem a zkrácenými předními končetinami, když zadní končetiny byly v poměre k tělu delší jako například u protoceratopse. Tento býložravec spásal nízké rostlinstvo na všech čtyřech končetinách, při běhu a při spásaní vyššího rostlinstva se však vztyčil na zadní končetiny. Díky dobře vyvinutým zadním nohám byl Leptoceratops dobrý běžec.